# Thüringenhausen
Thüringenhausen är en ortsteil i staden Ebeleben i Kyffhäuserkreis i förbundslandet Thüringen i Tyskland. Thüringenhausen var en kommun fram till 31 december 2019 när den uppgick i Ebeleben. Kommunen Thüringenhausen hade 108 invånare 2019.